# 拉爾夫·巴克希
拉爾夫·巴克希（英語：Ralph Bakshi，1938年10月29日—）是美國動畫和真人電影導演。他在1970年代透過獨立、成人導向的作品，在主流動畫以外另闢新徑。1972年至1992年間，他執導了九部電影長片，其中五部更身兼編劇。他也在許多電視節目中擔任導播、編劇、監製和動畫師的角色。

## 生平
巴克希從泰瑞卡通動畫工作室的賽璐珞動畫拋光師起家，最終升任為動畫導演。他在1967年遷職至派拉蒙電影公司動畫部門，並在1968年創立他的個人工作室。1972年，在製片人史蒂夫·克蘭茨的協助下，巴克希的首部電影《怪貓菲力茲》（Fritz the Cat）上映了。這是第一部被美國電影協會列為X級的動畫電影，也是史上最成功的獨立動畫電影作品。
在後續的11年間，巴克希又執導了七部動畫電影，包括《魔界傳奇》（1977年）、《魔戒》（1978年）、《美國流行》（1981年）和《冰火神魔》（1983年）。1987年，巴克希重返電視圈，創作卡通《新太空飛鼠》（Mighty Mouse: The New Adventures），但在節目推出兩年後，因為節目內容涉及毒品資訊、遭到保守派政治團體投訴而停播。在暫別電影領域九年後，他重拾舊業、執導了電影《美女闖天關》（1992年），但劇本在拍攝期間遭到大幅修改，上映後也未獲得佳評。巴克希於是再次投入電視工作，作品包括真人電影《冷酷與瘋狂》（1994年）和故事選連續劇《麻辣城市》（1997年）。
他在2003年成立巴克希動畫與卡通學校。其後約十年間，他將大部分的精力投入在繪畫上。他的獎項包括：以《魔戒》獲得1980年金獅鷲獎，1988年安妮獎表揚他對動畫藝術的傑出貢獻，以及2003年聖荷西電影節特立獨行貢獻獎。

## 執導作品

### 電影
| 年份   | 電影                 | 導演 | 編劇 | 製片 | 演員 | 角色              | 備註                          |
| ------ | -------------------- | ---- | ---- | ---- | ---- | ----------------- | ----------------------------- |
| 1972年 | 《怪貓菲力茲》       | 是   | 是   | 否   | 是   | 豬警察一號        |                               |
| 1973年 | 《車水馬龍》         | 是   | 是   | 否   | 是   | 多個角色          |                               |
| 1975年 | 《浣熊皮》           | 是   | 是   | 否   | 是   | 使用擴音器的警察  |                               |
| 1977年 | 《魔界傳奇》         | 是   | 是   | 是   | 是   | 弗里茲 衝鋒隊士兵 |                               |
| 1978年 | 《魔戒》             | 是   | 否   | 否   | 否   |                   |                               |
| 1981年 | 《美國金曲》         | 是   | 否   | 是   | 是   | 鋼琴手            |                               |
| 1982年 | 《嘿，看好》         | 是   | 是   | 是   | 否   |                   |                               |
| 1983年 | 《冰火神魔》         | 是   | 否   | 是   | 否   |                   |                               |
| 1992年 | 《美女闖天關》       | 是   | 否   | 否   | 否   |                   |                               |
| 2015年 | 《康尼島最後的時光》 | 是   | 是   | 是   | 否   |                   | 短片 同時擔任動畫師與背景畫師 |

### 電視
| 年份        | 標題                                    | 導演 | 編劇 | 製片      | 動畫 | 配音 | 備註                       |
| ----------- | --------------------------------------- | ---- | ---- | --------- | ---- | ---- | -------------------------- |
| 1959年      | 《赫克托·希斯寇特》                     | 是   | 是   | 否        | 否   | 否   | 創作者                     |
| 1960年      | 《太空飛鼠》                            | 否   | 否   | 否        | 是   | 否   | 擔任〈神秘包裹〉一集動畫師 |
| 1962年      | 《The Adventures of Lariat Sam》[I]     | 是   | 否   | 否        | 是   | 否   |                            |
| 1964年      | 《大狗副警長》[I]                       | 是   | 否   | 否        | 是   | 否   |                            |
| 1965年      | 《悲傷貓》[I]                           | 是   | 是   | 否        | 否   | 否   | 創作者                     |
| 1966–1967年 | 《James Hound》                         | 是   | 是   | 否        | 否   | 否   | 創作者                     |
| 1966–1967年 | 《神勇英雄》                            | 是   | 是   | 否        | 否   | 否   | 創作者                     |
| 1968年      | 《火箭羅賓漢》                          | 是   | 是   | Executive | 否   | 否   |                            |
| 1968–1970年 | 《蜘蛛人》[I]                           | 是   | 是   | Executive | 否   | 否   |                            |
| 1987–1988年 | 《新太空飛鼠》[I]                       | 是   | 是   | 是        | 否   | 否   | 創作者                     |
| 1988年      | 《塔特敦的聖誕節》                      | 是   | 是   | 是        | 否   | 否   | 電視特別節目               |
| 1989年      | 《This Ain't Bebop》                    | 是   | 是   | 是        | 否   | 否   | 電視短片                   |
| 1989年      | 《黃油戰書》                            | 是   | 否   | 是        | 否   | 否   | 電視特別節目               |
| 1989年      | 《Hound Town》                          | 是   | 否   | Executive | 否   | 否   | 試播集                     |
| 1994年      | 《冷酷與瘋狂》                          | 是   | 是   | 是        | 否   | 否   | 電視電影                   |
| 1997年      | 《什麼是卡通！馬爾康與梅爾文》[III][IV] | 是   | 是   | 是        | 是   | 是   | 電視短片                   |
| 1997年      | 《什麼是卡通！：寶貝，他叫我》[III][IV] | 是   | 是   | 是        | 是   | 是   | 電視短片                   |
| 1997年      | 《辛辣之城》[I][II]                     | 是   | 否   | 是        | 否   | 是   | 創作者                     |
| 2003年      | 《倫與史丁比：成人派對卡通》[I][V]      | 否   | 否   | 否        | 否   | 是   | 集數：〈消防狗2〉          |

^  I 精選集數

^  II 在〈性慾驅動〉一集中為康奈利與高布倫配音，並在〈馬諾之手〉中為史蒂夫配音

^  III 為超級英雄配音

^  IV 與Doug Compton共同動畫製作

^  V 在〈消防狗2〉一集中為消防隊長配音

### 書籍
- Beck, Jerry. . Chicago Review Press. 2005. ISBN 978-1-55652-591-9.
- Cohen, Karl F. . North Carolina: McFarland & Company, Inc. 1997. ISBN 0-7864-0395-0.
- Gibson, Jon M.; McDonnell, Chris. . Universe Publishing. 2008. ISBN 0-7893-1684-6.
- Grant, John. . Watson-Guptill. 2001. ISBN 0-8230-3041-5.

## 外部連結
- 官方网站
- Official page filmography Archived
- 拉爾夫·巴克希在互联网电影资料库（IMDb）上的資料（英文）
- YouTube上的拉爾夫·巴克希頻道
- YouTube上的This Ain't Bebop
- YouTube上的Ralph Bakshi: Surviving In Tough Times
- 'American Pop'... Matters: Ron Thompson, the Illustrated Man Unsung interview at PopMatters
- Rotospective: Ralph Bakshi, Lessons in Artistry, Rebellion and Success a profile at AgentPalmer.com
- YouTube上的Radio interview with actor Ron Thompson of American Pop
- Vimeo上的American Pop - Q&A video with actor Ron Thompson at The Egyptian Theatre in Hollywood, California